# هيلموت هولزابفل
هيلموت هولزابفل (بالألمانية: Helmut Holzapfel)‏ هو أستاذ جامعي ومهندس ألماني، ولد في 22 يناير 1950 في غوتينغن في ألمانيا.